# Megathecla cupentus
Megathecla cupentus is een vlinder uit de familie van de Lycaenidae. De wetenschappelijke naam van de soort werd als Papilio cupentus in 1781 gepubliceerd door Caspar Stoll.

## Synoniemen
- Papilio annulatus Gmelin, 1790